# Wolseley 6/80
Wolseley 6/80 är en personbil, tillverkad av den brittiska biltillverkaren Wolseley mellan 1948 och 1954.
I oktober 1948 presenterade Wolseley sina nya efterkrigsbilar. Den sexcylindriga 6/80 delade kaross och teknik med den fyrcylindriga Wolseley 4/50 och den enklare Morris Six MS. Bilens självbärande kaross hade stora likheter med småbilen Morris Minor. Interiören var påkostad, med träpaneler och skinnklädsel. Värme- och defrosteranläggning var standardutrustning, vilket var ovanligt ännu på fyrtiotalet. Motorn var utvecklad av Morris, men den hade, precis som tjugo- och trettiotalets Wolseley-motorer, överliggande kamaxel. Med dubbla förgasare hade bilen bra prestanda.
Wolseley hade börjat leverera polisbilar till brittiska polisen redan före andra världskriget. Även 6/80 var mycket populär inom kåren och den förhållandevis snabba bilen användes bland annat för trafikövervakning under större delen av femtiotalet.